# Aeroportul Akureyri
Aeroportul Akureyri (IATA: AEY, ICAO: BIAR) este un aeroport din Northeastern Region⁠(d), Islanda ce deservește zona Akureyri. Aeroportul a fost tranzitat în 2022 de 195.763 de pasageri. A fost numit după zona deservită.
Situat la o altitudine de 2 m, aeroportul dispune de 1 pistă.

## Infrastructură

### Piste
Aeroportul dispune de o singură pistă. Pista 01/19 are suprafața de asfalt și dimensiunile 1.940 m × 45 m. 